# HMS Norfolk (78)
HMS Norfolk (78) là một tàu tuần dương hạng nặng thuộc lớp County của Hải quân Hoàng gia Anh Quốc, và là chiếc dẫn đầu cho lớp phụ Norfork, cùng chung với chiếc HMS Dorsetshire (40) trong một kế hoạch dự định bao gồm bốn chiếc. Norfolk đã tham gia hoạt động trong suốt Chiến tranh Thế giới thứ hai và sau đó, cho đến khi được tháo dỡ vào năm 1950.

## Thiết kế và chế tạo
Norfork được chế tạo bởi hãng Fairfield Shipbuilding & Engineering Co. Ltd tại Govan, được đặt lườn vào ngày tháng 7 năm 1927. Nó được hạ thủy vào ngày 12 tháng 12 năm 1928, và đưa ra hoạt động vào ngày 30 tháng 4 năm 1930.

## Lịch sử hoạt động

### Những năm giữa hai cuộc thế chiến
Vào tháng 9 năm 1931, thủy thủ trên Norfolk đã tham gia vào một cuộc nổi loạn mà sau này được biết đến dưới tên gọi Cuộc binh biến Invergordon. Sau đó nó phục vụ cùng Hạm đội Nhà Anh Quốc cho đến năm 1932 rồi đi sang châu Mỹ phục vụ cùng West Indies Station từ năm 1932 đến năm 1934. Từ năm 1935 đến năm 1939, nó phục vụ cho East Indies Station trước khi quay trở về nhà để tái trang bị vào năm 1939, và vẫn đang trọng ụ tàu khi Chiến tranh Thế giới thứ hai bùng nổ.

### Chiến tranh Thế giới thứ hai

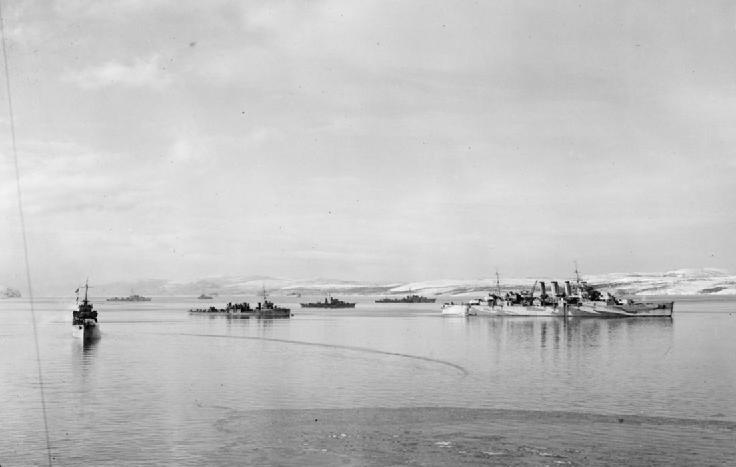
HMS Norfolk cùng với các tàu khu trục và tàu buôn tại một lối vào cảng Nga trong nhiệm vụ hộ tống đoàn tàu vận tải. Ảnh chụp từ chiếc HMS Scylla

Vào cuối năm 1939, Norfolk được bố trí cùng Hải đội Tuần dương 18 thuộc Hạm đội Nhà, và đã tham gia vào việc săn đuổi các tàu chiến-tuần dương Đức Gneisenau và Scharnhorst cùng thiết giáp hạm Admiral Scheer. Nó nhiều lần được sửa chữa do những hư hại trong chiến đấu, cùng những cải biến cần thiết cho con tàu. Lần sửa chữa đầu tiên được thực hiện tại Belfast, sau khi nó suýt trúng một quả ngư lôi phóng từ tàu ngầm U-47, chiếc đã từng đánh chìm thiết giáp hạm Royal Oak tại Scapa Flow. Không lâu sau đó, Norfolk lại bị hư hại bởi bom ném trong một trận không kích nặng nề, buộc nó phải vào ụ tàu để sửa chữa, lần này là tại Clyde. Sau khi hoàn tất, Norfolk đi đến Xưởng đóng tàu Tyne để được trang bị một dàn radar.
Vào tháng 12 năm 1940, nó được lệnh đi đến khu vực Nam Đại Tây Dương làm nhiệm vụ bảo vệ các tuyến đường thương mại hàng hải, hoạt động từ Freetown trong thành phần của "Lực lượng K", tham gia săn đuổi chiếc Admiral Scheer, và vào tháng 1 năm 1941 là với chiếc tàu cướp tàu buôn Đức Kormoran. Đến tháng 2, nó hộ tống các đoàn tàu vận tải Bắc Cực, rồi đến tháng 5 quay trở lại vùng biển Iceland. Norfolk là chiếc tàu chiến thứ nhì trông thấy chiếc Bismarck, khi nó cùng con tàu chị em Suffolk tiếp tục bám sát chiếc thiết giáp hạm Đức, và nằm trong lực lượng cùng với Rodney và King George V đánh chìm con tàu Đức. Từ tháng 9, nó hoạt động như một tàu hộ tống cho các hoạt động vận tải Bắc Cực. Norfolk nằm trong thành phần lực lượng tuần dương hộ tống cho đoàn tàu vận tải JW55B khi nó đối đầu với Scharnhorst vào ngày 26 tháng 12 năm 1943. Nó ghi được ba phát trúng đích vào chiếc tàu chiến Đức, buộc đối thủ phải rút lui, và sau đó bị thiết giáp hạm HMS Duke of York cùng các tàu hộ tống bắt kịp và đánh chìm.

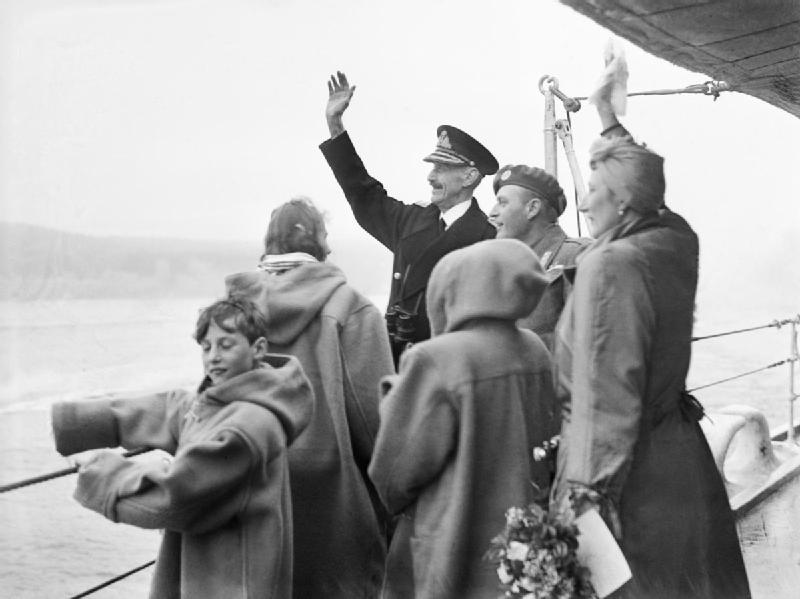
Hoàng gia Na Uy trên chiếc HMS Norfolk đang vẫy tay với đám đông ra đón mừng tại Oslo.

Tuy nhiên, nó cũng chịu đựng những hư hại trong cuộc đối đầu này, nên phải cho quay về Tyne để sửa chữa, và đã không thể tham gia vào cuộc Đổ bộ Normandy lịch sử. Khi chiến tranh sắp kết thúc, Norfolk rời Plymouth cho một đợt tái trang bị cần thiết tại Malta, sau khi đưa Hoàng gia Na Uy quay trở về Oslo sau 5 năm lưu vong tại London.

### Sau chiến tranh
Nó tiếp nối quãng đời phục vụ tại Đông Ấn như là soái hạm của Tổng tư lệnh East Indies Station. Vào năm 1949, Norfolk quay trở về Anh Quốc và được đưa về lực lượng dự bị. Nó được bán cho BISCO vào ngày 3 tháng 1 năm 1950 để tháo dỡ. Vào ngày 14 tháng 2 năm 1950, nó được cho kéo đến Newport, và được bắt đầu tháo dỡ vào ngày 19 tháng 2.